# Walter W. Ellis
Walter W. Ellis, född 1874 i London, död 21 januari 1956 på samma ort, var en engelsk författare.
Han har bland annat skrivit farserna A Little Bit of Fluff och Almost a Honeymoon, som båda legat till grund för ett flertal filmer. Den sistnämnda är förlaga till bland andra Ragnar Arvedson och Tancred Ibsens Ä' vi gifta? (1936) med Adolf Jahr i huvudrollen.